# 武装力量混奏

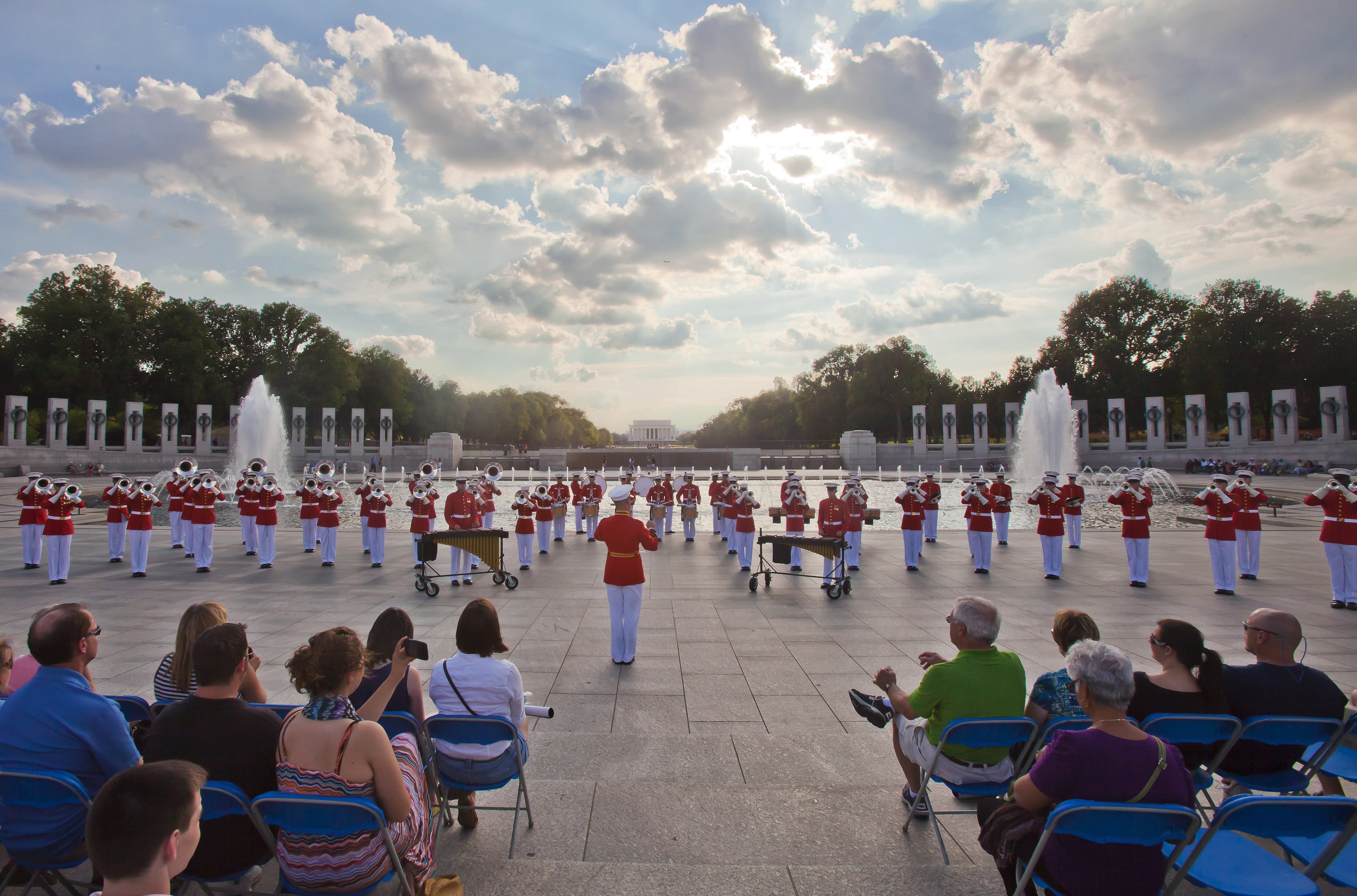
美国海军陆战队鼓号队于国家二战纪念碑之友前演奏《武装力量混奏》

《武装力量混奏》（英語：Armed Forces Medley），又称《武装力量敬礼》（Armed Forces Salute），是如今被公认为美国武装部队六大军种（陆军、海军陆战队、海军、空军、海岸警卫队以及太空军）官方军歌的合集。混奏时通常以以下顺序依次演奏各军种军歌：
1. 《时刻就绪》
2. 《永恆至上》
3. 《合众国空军》
4. 《起锚歌》
5. 《陆战队赞歌》
6. 《陆军滚滚向前》

在部分场合下，混奏则会以颠倒顺序进行，即从《陆军滚滚向前》开始演奏。

## 概要
德里克·约翰逊（Derric Johnson）是创作了首个美国武装力量军歌混奏的人。他仅从四个军种中选取军歌，以极具特色的“陆军…海军…空军…海军陆战队！”作为结尾并将该作品命名为《武装力量混奏》。这首混奏于1972年商业发行，并在1975/76年美国建国两百周年庆典期间被广泛使用并最终成为一首独立的歌曲。其后海岸警卫队也在混奏中加入了自己的军歌《时刻就绪》（Semper Paratus）。
这首混奏曲于1990年在美国首都华盛顿特区国会大厦西草坪举行的第一届国家阵亡将士纪念日音乐会上首次公开表演，由PBS电视网播出并由国家交响乐团首次演奏，同时美军的民间合唱团和军人合唱团为其伴奏。近年来的音乐会中美國參謀長聯席會議主席都会在这首混奏曲之后致闭幕词。自此以后，该曲就一直被放在音乐会的结尾演唱，并成为美国许多乐队和管弦乐队音乐会的常见曲目，以纪念美国武装力量和国民警卫队中的现役军人、预备役军人和退伍军人。这首混合曲在2019年国家广场举行的独立日活动“向美国致敬”上演出，它也在2020年7月4日于白宫南草坪举行的第二次“向美国致敬”活动上再一次被奏响，这次演奏会上还演奏了太空军赞歌（Space Force Hymn）。但后者并未被正式加入进《武装力量混奏》中，取而代之的是在2023年阵亡将士纪念日音乐会上，太空军的正式军歌《永恆至上》（Semper Supra）被正式纳入混奏。